# Syria Files
En data 5 de juliol de 2012, WikiLeaks va iniciar la publicació dels anomenats Arxius de Síria (Syria Files), una col·lecció de més de dos milions de correus electrónics sobre els polítics i els ministeris de Síria i d'empreses incloent la Finmeccanica

daten des d'agost del 2006 a març del 2012.